# رونی (بازیکن فوتبال، زاده ۱۹۷۷)
رونی (به پرتغالی: Roniéliton Pereira Santos) بازیکن فوتبال در پست مهاجم اهل برزیل بود که در شهر آرورا دو توکانتینس و در تاریخ ۲۸ آوریل ۱۹۷۷ به دنیا آمده‌است.

## باشگاهی
رونی در تیم‌های سائوپائولو، فلومیننزه، الهلال عربستان، روبین کازان، اتلتیکو مینیرو، فلامینگو، کروزیرو، یوکوهاما مارینوس، گامبا اوساکا و سانتوس سابقهٔ حضور دارد.

## تیم ملی
این بازیکن همچنین در سال، ۱۹۹۹ برای، Brazil U-23 به میدان رفته‌است